# Котомин, Михаил Анатольевич
Михаи́л Анато́льевич Кото́мин (род. 13 марта 1977, Москва) — российский книгоиздатель, главный редактор издательства «Ад Маргинем Пресс».

## Биография
Михаил Котомин родился 13 марта 1977 года в Москве. Вырос в Москве и во Владивостоке. В 1996 году, будучи студентом филологического факультета МГУ, Котомин занял должность заведующего по ассортименту в книжном магазине при издательстве «Ad Marginem». С 1998 года начал работать в самом издательстве — сначала на должности менеджера, далее заместителя директора и главного редактора художественной литературы. С 2001 года руководит издательством «Ad Marginem» совместно с Александром Ивановым. Стал одним из основателей Альянса независимых издателей и книгораспространителей, созданного в конце 2011 года. Живёт в Москве.

## Личная жизнь
- жена: художник Александра Паперно (род. 10 марта 1978 в Москве)
- сын: Пётр Михайлович Котомин (род. 6 февраля 2011)
- сын: Василий Михайлович Котомин (род. 19 июня 2013)

## Полемика с Кузьминым
В ноябре 2000 года Михаил Котомин напечатал в «НГ-ExLibris» резко отрицательную рецензию на сборник «Улов», составленный поэтом Дмитрием Кузьминым. В ответ тот разместил на своём сайте «отповедь» Котомину, в которой обвинял его в коммерциализации литературы. На стороне Кузьмина выступил Андрей Урицкий, в опубликованной на страницах «НГ-ExLibris» статье он укорял Котомина в сочинении «гадостей» в адрес «достойных литераторов».

## Интервью
- «Книгоиздатель Михаил Котомин: Культура чтения требует лет» (Академия новостей, 2010)
- «Мы на пороге рождения новой книжной России» (Тайга.инфо, 2010)
- «История успеха Михаила Котомина» (Финам, 2010)
- «Люди собрались под знаком денег» (Stringer, 2011)
- «Александр Иванов и Михаил Котомин в гостях у Книжного казино на Эхе Москвы» (Эхо Москвы, 2011)
- «Читатель исчезает, и это не его вина» (Pro-Books, 2011)
- «Анкета: Михаил Котомин, главный редактор издательства Ad Marginem» (Афиша Воздух, 2011)
- «Независимый альянс: больше профсоюз, нежели бизнес» (Университетская книга, 2012)
- «Книжная поляна в России слегка бетонированная» (Газета.ru, 2012)
- «Книгоиздатель» (Торф ТВ, 2012)
- «Штатный литературный редактор — раб галерный. Редакторы Пелевина, Быкова и Проханова о своей профессии» (Афиша Воздух, 2012)
- «Книга все больше и больше становится просто предметом» (BIMRU, 2014)
- «Успешный редактор в Америке – этот такой волк с Уолл-стрит» (БИЗНЕС Online, 2014)
- Михаил Котомин, Ad Marginem: «Львиная доля современных книг выглядят, как накрашенная проститутка» (Реальное время, 2015)
- Михаил Котомин, Ad Marginem: «Издательская программа Музея современного искусства "Гараж"» (Радио «Культура», 2016)
- Михаил Котомин: «Книга превращается в арт-проект» (Восточно-Сибирская правда, 2017)
- «Как работают маленькие издательства: объясняет директор Ad Marginem» (Афиша, 2017)
- «Почему вы должны меня знать: директор издательства Ad Marginem Михаил Котомин» (Москвич Mag, 2019)
- «Михаил Котомин, Ad Marginem: Книжной сфере стоит перейти от внутренней эмиграции к внутреннему туризму» (Томский Обзор, 2023)
- «Мы читаем по-другому: интервью Tomsk.ru с директором издательства Ad Marginem Михаилом Котоминым» (Tomsk.ru, 2023)
- «Ad Marginem на "ЛиТРе": время раздвигать границы воображения» (PrimaMedia, 2023)
- «Из книжного пространства не ушла сила. Соучредитель издательства Ad Marginem Михаил Котомин — о книгоиздании в цифровую эпоху» (Новый компаньон, 2023)
- «Кто это придумал и как это работает: издательство Ad Marginem» (Объединение, 2024)

## Лекции
- «Книгоиздание в наши дни» (Центр современной культуры «Смена», Казань. 2015)
- «Темные шестидесятники»  (Дом творчества «Переделкино», 2022)